# Bordes (Pyrénées-Atlantiques)
Bordes ist eine französische Gemeinde mit 2.878 Einwohnern (Stand: 1. Januar 2022) im Département Pyrénées-Atlantiques in der Region Nouvelle-Aquitaine. Sie gehört zum Arrondissement Pau und zum  Kanton Vallées de l’Ousse et du Lagoin (bis 2015: Kanton Nay-Est). Die Einwohner werden Bordais genannt.

## Geographie
Bordes wird vom Fluss Gave de Pau im Südwesten begrenzt und liegt etwa zehn Kilometer südöstlich von Pau. Bordes wird umgeben von den Nachbargemeinden Assat im Norden und Nordwesten, Ousse im Norden, Artigueloutan im Nordosten, Angaïs im Osten, Boeil-Bezing im Süden und Südosten, Pardies-Piétat im Süden und Südwesten sowie Baliros im Westen und Südwesten.

## Bevölkerungsentwicklung
| Jahr      | 1962 | 1968 | 1975 | 1982 | 1990 | 1999 | 2006 | 2012 |
| Einwohner | 1240 | 1397 | 1563 | 1687 | 1652 | 1941 | 2251 | 2659 |

## Sehenswürdigkeiten
- Kirche Saint-Germain-d’Auxerre, erbaut in der zweiten Hälfte des 19. Jahrhunderts

## Wirtschaft
Das Turbinenunternehmen Turbomeca (Helikopter) hat hier seit 1942 seinen Sitz.

## Sport
Im Verein Bordes Sport Handball wird Handball der Frauen gespielt.